# Karmazinesd

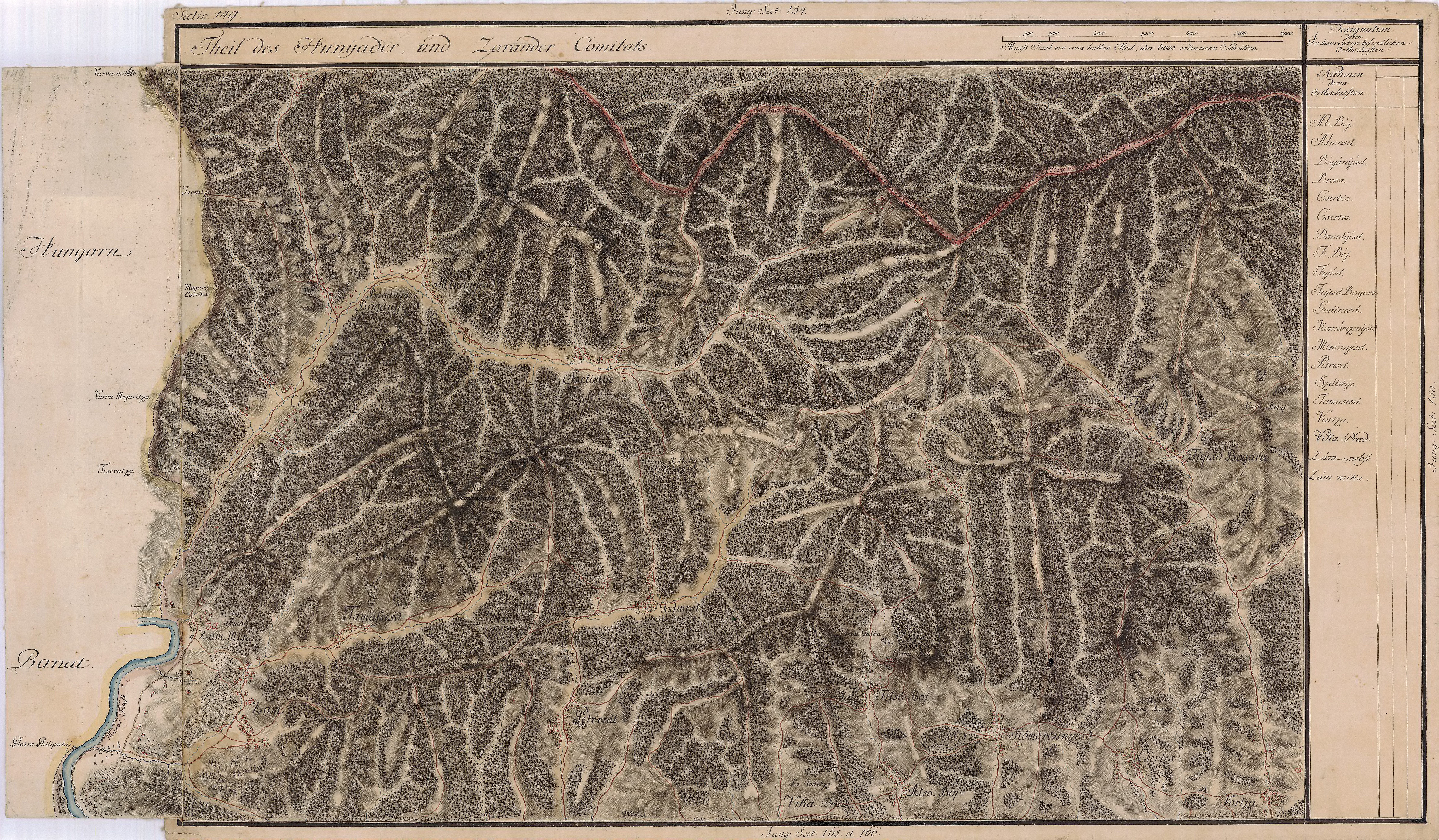
Karmazinesd egy régi térképen

Karmazinesd románul: Cărmăzinești, falu Romániában, Erdélyben, Hunyad megyében.

## Fekvése
Marosillyétől északra, Felsőboj, Danulesd és Alsócsertés közt fekvő település.

## Története
Karmazinesd nevét 1468-ban említette először oklevél p. Kamarzenesth (Kamarzanesth] néven. 1485-ben Komorzanesth, 1733-ban Kamerzanest, 1750-ben Kemerzenyest, 1805-ben Komárzinest, 1808-ban Kamárszinesd, Karsinesdu, 1861-ben Komárzinesd, 1888-ban Kamarzinest (Karmasinesdy, Kemerzinesd), 1913-ban Karmarzinesd néven írták.
1485-ben Komorzanesth Illye város birtoka, mely részben a Foltiaké volt.
A trianoni békeszerződés előtt Hunyad vármegye Marosillyei járásához tartozott.
1910-ben 598 görögkeleti ortodox lakosa volt.

## Nevezetességek
1725-ben épült, a Szent arkangyalok tiszteletére szentelt ortodox fatemploma a romániai műemlékek jegyzékében a HD-II-m-A-03286 sorszámon szerepel.

## Galéria

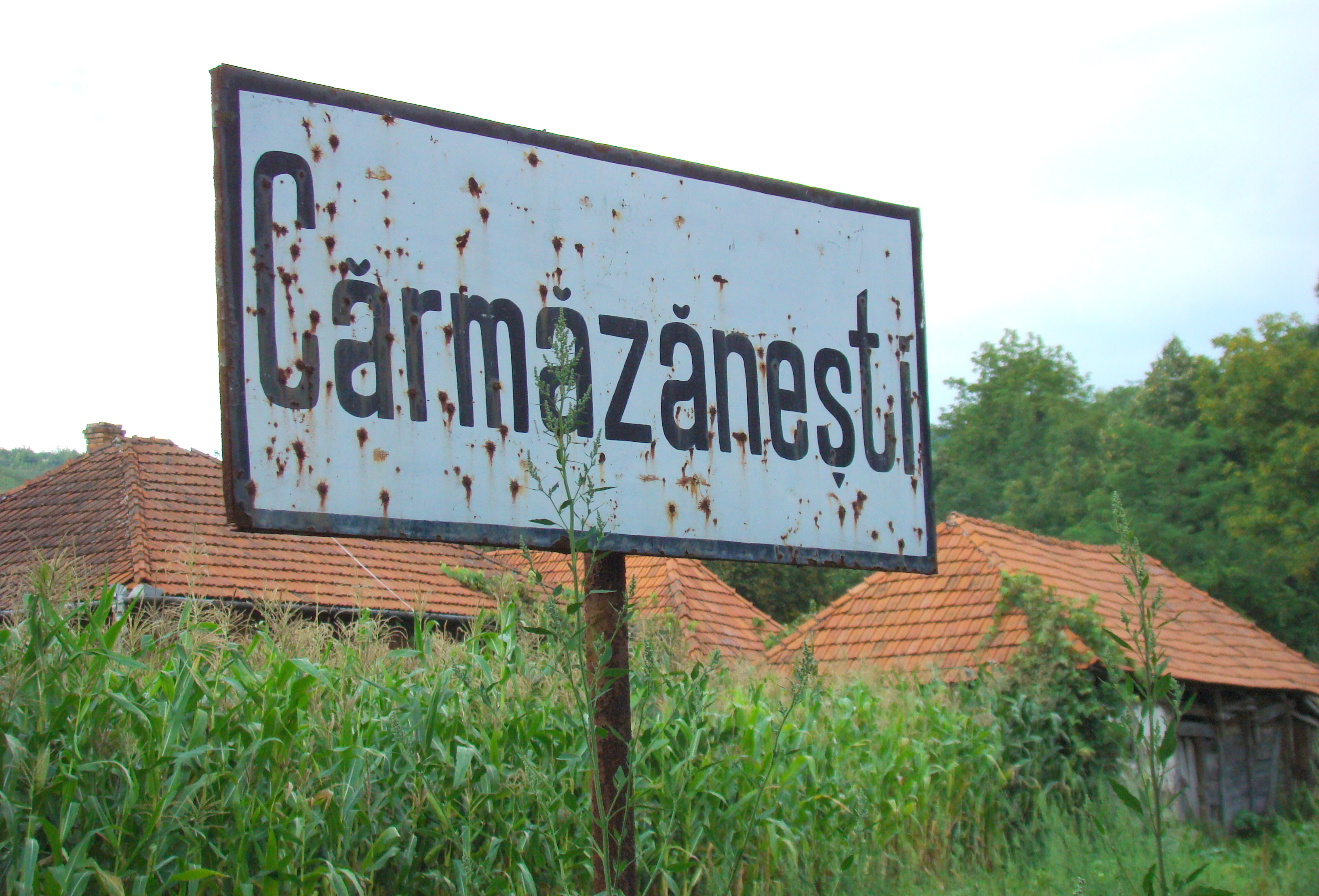
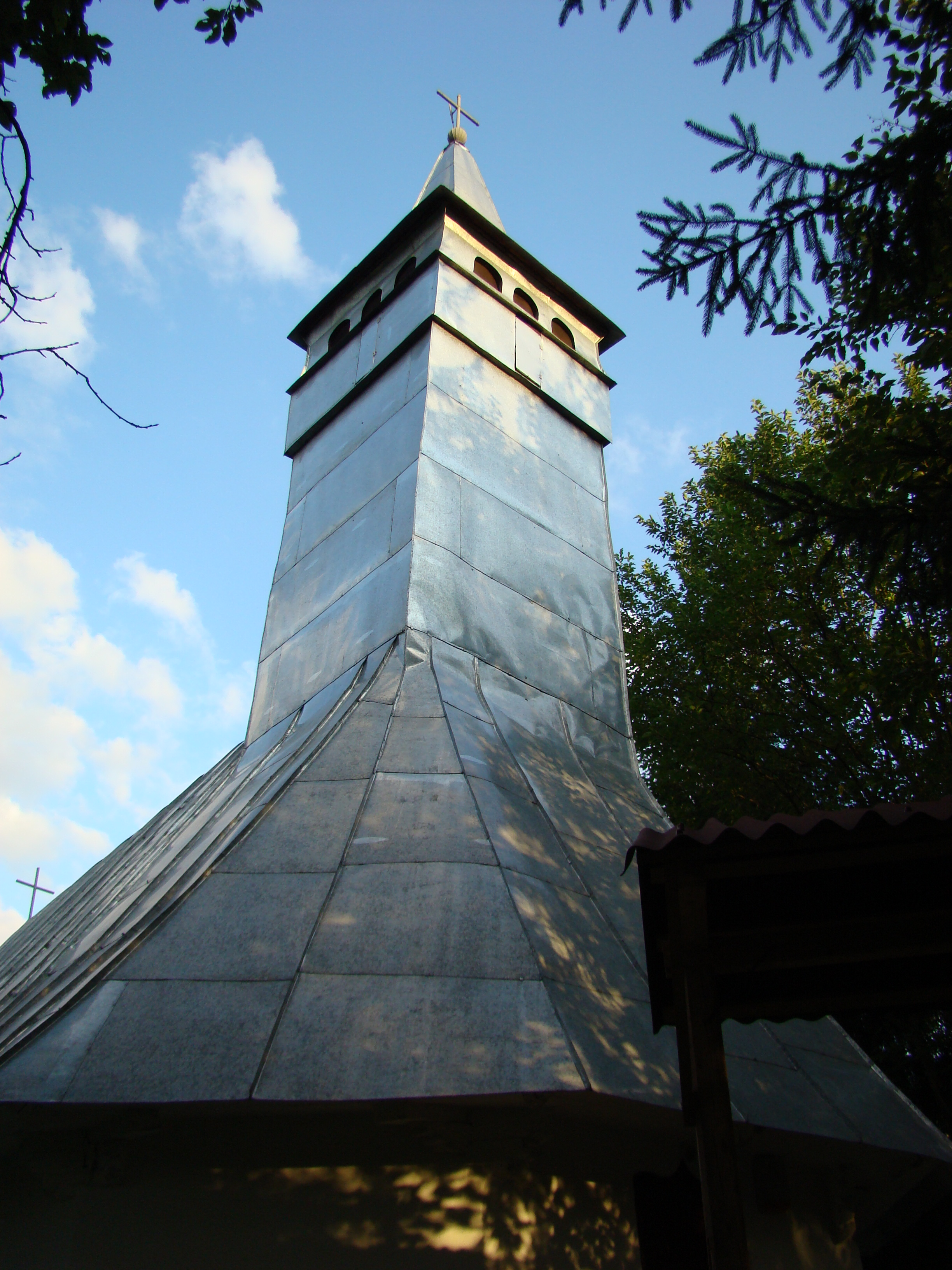
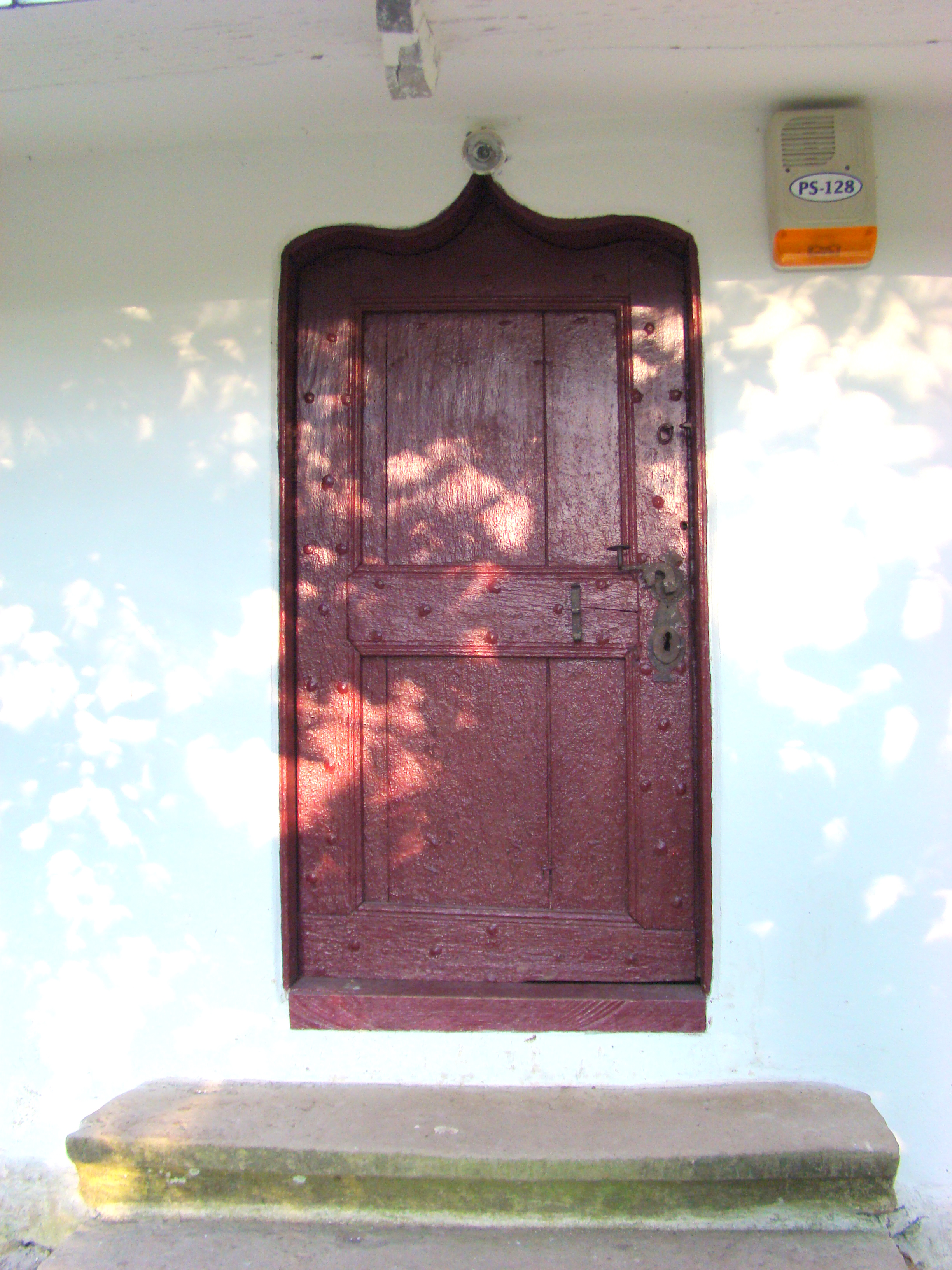